# 衛廷憲
衛廷憲（？—1642年），號扶區，山西澤州阳城县人，明末政治人物，同进士出身。

## 生平
萬曆四十六年（1618年）戊午科山西鄉試第十五名舉人，十年（1637年）登丁丑科會試第一百十七名，廷試二甲第二十六名进士。刑部观政，十三年四月授户部河南司主事，管崇文门税课，十四年升江西司郎中，升淮安知府，十五年卒于任所。

## 家族
曾祖卫雷，赠南京兵部尚书；祖卫夔，封知府赠山东参政加赠南京兵部尚书；父卫一凤，资德大夫正治上卿參赞机务南兵部尚书赠太子少保赐祭葬。